# Krupnoplodnaya Eliseeva
Krupnoplodnaya Eliseeva en ruso: Крупноплодная Елисеева es una variedad cultivar de ciruelo (Prunus domestica), de las denominadas ciruelas europeas,
una variedad de ciruela obtenida en la "Academia Estatal de Agricultura de Nizhny Novgorod". Las frutas tienen un tamaño grande azul oscuro, casi negros, acorazonados con la parte superior redondeada, algunos muy grandes, y pulpa de color verde, se oscurece ligeramente al aire, y su consistencia es tierna, jugosa, agridulce.

## Sinonimia
- "Крупноплодная Елисеева",
- "Слива Крупноплодная Елисеева",
- "Eliseeva de frutos grandes",
- "Sliva krupnoplodnaya Eliseeva".[4][5]

## Historia
'Krupnoplodnaya Eliseeva' es una variedad de ciruela que se obtuvo por el obtentor I.P. Eliseev en la "Academia Estatal de Agricultura de Nizhny Novgorod" mediante el cruce de una variedad de 'endrino local' como "Parental Madre" x el polen de la variedad 'Michurin Renclode-reforma' (dentro del grupo de las Reinas Claudias) como "Parental Padre".
'Krupnoplodnaya Eliseeva' fue incluida en el "Registro Estatal de Rusia" desde 1996.

## Características
'Krupnoplodnaya Eliseeva' es un árbol de crecimiento rápido, de hasta 3,5 m de altura, con copa elevada; las flores son blancas, dobles y simples, grandes. Ligeramente autofértil, requiere un polinizador; con la polinización cruzada, el rendimiento aumenta significativamente.
'Krupnoplodnaya Eliseeva' tiene frutos de tamaño grande azul oscuro, casi negros, acorazonados con la parte superior redondeada, algunos muy grandes, con un peso promedio de 40 gr, algunos frutos pueden alcanzar los 55 gr; la piel es de grosor mediano y tierna, con una capa cerosa media violácea; longitud del pedúnculo mediano; la pulpa es verde, se oscurece ligeramente al aire, y su consistencia es tierna, jugosa, agridulce. Su sabor es de 4,2 puntos.
Hueso ligeramente adherido, es mediano y ancho, con la parte superior biselada y la base puntiaguda; la sutura está ausente.
Su tiempo de recogida de cosecha se inicia en su maduración que es temprana, en la tercera decena de agosto. Tienen un rendimiento anual de 10 a 20 kg por árbol.

## Usos
frutos son versátiles, aptos para consumo en fresco, mermeladas y compotas.